# آيت حمو أبوهو آيت اعمر واعلي (تيكريكرة)
آيت حمو أبوهو آيت اعمر واعلي هي إحدى مشيخات المملكة المغربية، تتبع جغرافيا لإقليم إفران وإداريًا لتيكريكرة. يقدر عدد سكانها بـ 5392 نسمة حسب الإحصاء الرسمي للسكان والسكنى لسنة 2004.